# Анонімний секс
Анонімний секс — форма випадкового сексу або стосунків заради сексу між людьми, які мають дуже мало стосунків один з одним або взагалі їх не мають, часто вступаючи в сексуальні дії в той самий день зустрічі, і зазвичай після цього знову ніколи не контактують один з одним. Термін «круїзинг» використовується для позначення особи, яка шукає сексуальних стосунків з іншою людиною, як правило, анонімно. Інтернет також є основним засобом для людей, які встановлюють анонімний секс. Анонімний секс іноді вважається формою проституції, коли він передбачає обмін на секс грошей або наркотиків.
Деякі люди займаються анонімним сексом через гострі відчуття від гріховності акту.

## Причини
Причини, чому люди займаються анонімним сексом, можуть бути різноманітними та індивідуальними. Ось деякі з найпоширеніших:

### Психологічні причини
- пошук гострих відчуттів;
- бажання уникнути емоційної прив'язаності;
- відчуття звільнення від соціальних норм;
- компенсація низької самооцінки;
- бажання експериментувати.

### Соціальні причини
- відсутність можливості знайти партнера для постійних стосунків;
- страх осуду їх сексуальної активності;
- бажання уникнути відповідальності за свої вчинки, зокрема, за можливі вагітності або передачу інфекцій.

### Інші причини
- сексуальна залежність, коли для деяких людей секс стає способом заповнити внутрішню порожнечу або впоратися зі стресом;
- травматичний досвід, коли особи, які пережили сексуальне насильство або інші травматичні події, можуть відчувати труднощі у встановленні інтимних стосунків і шукати задоволення в анонімних контактах;
- куріозність, коли деякі люди просто цікавляться анонімним сексом і хочуть спробувати його хоча б раз.

## Види
Анонімний секс має кілька видів і форм, які відрізняються за рівнем взаємодії, контекстом та спільнотами, де вони практикуються. Основні види:
1. Секс на одну ніч - інтимний контакт між людьми, які щойно познайомилися або знають один одного поверхово, часто без обміну персональною інформацією чи зобов’язань.
2. Секс у публічних місцях (круїзинг) - зустрічі для сексу в публічних просторах, таких як парки, клуби, туалети, пляжі тощо. Часто не передбачає знайомства між партнерами.
3. Секс через застосунки - найомства через додатки для швидких інтимних зустрічей. Контакт залишається анонімним за бажанням учасників.
4. Секс-вечірки - тематичні заходи, де учасники беруть участь в інтимних діях, часто зберігаючи анонімність (інколи за допомогою масок).
5. Секс у темних кімнатах (Darkroom) - простір, зазвичай у клубах, де люди займаються сексом, не бачачи одне одного або не знайомлячись попередньо.
6. Онлайн-секс (віртуальний) - інтимна взаємодія через текст, відео чи аудіозв'язок, без реального знайомства або обміну даними.

## Ризики
Анонімний секс потребує дотримання меж згоди, приватності та заходів безпеки (включно з використанням контрацепції), щоб уникнути ризиків для здоров'я та безпеки. Анонімний секс є однією з найбільш ризикованих сексуальних дій, оскільки сексуальна історія обох партнерів невідома іншим, а також тому, що ті, хто займається анонімним сексом, мають більшу ймовірність мати велику кількість партнерів.
Крім того, анонімний секс може нести в собі інші ризики:
- передача інфекцій, включаючи ВІЛ;
- психологічні травми від невдалого контакту;
- юридичні проблеми від неочікуваного контакту з неповнолітніми чи переходу межі згоди.

Якщо ви або хтось із ваших знайомих стикається з проблемами, пов'язаними з сексуальністю, рекомендується звернутися за консультацією до фахівця.